# Bilel Mohsni
Bilel Mohsni (arab. بلال محسني, ur. 21 lipca 1987 w Paryżu) – tunezyjski piłkarz grający na pozycji środkowego obrońcy. Od 2015 jest zawodnikiem klubu Angers SCO.

## Kariera klubowa
Swoją karierę piłkarską Mohsni rozpoczął we francuskim amatorskim klubie CO Les Ulis. Grał w nim w sezonie 2005/2006. Następnie co sezon zmieniał klub i występował kolejno w innych amatorskich klubach takich jak: AF Lozère (2006/2007), US Saint-Georges (2007/2008), ponownie CO Les Ulis (2008/2009) i Sainte-Geneviève Sports (2009/2010).
W 2010 roku Mohsni został zawodnikiem Southend United, grającego w Football League Two. W Southend swój debiut zaliczył 27 sierpnia 2010 w wygranym 2:0 wyjazdowym meczu z Bradford City. Latem 2012 został wypożyczony do Ipswich Town, w którym zadebiutował 6 października 2012 w przegranym 1:2 domowym meczu z Cardiff City. W trakcie sezonu 2012/2013 wrócił do Southend.
Latem 2013 roku Mohsni przeszedł do zespołu Rangers. W Scottish League One zadebiutował 14 września 2013 w zwycięskim 5:1 domowym meczu z Arbroath. W debiucie zdobył gola. W sezonie 2013/2014 awansował z Rangers do Scottish Championship.
W 2015 roku Mohsni został piłkarzem Angers SCO.
| Sezon   | Klub                    | Kraj    | Rozgrywki        | Mecze | Gole |
| ------- | ----------------------- | ------- | ---------------- | ----- | ---- |
| 2005/06 | CO Les Ulis             | Francja | Division Honneur | 29    | 2    |
| 2006/07 | AF Lozère               | Francja | Division Honneur | ?     | ?    |
| 2007/08 | US Saint-Georges        | Francja | CFA 2 C          | 22    | 0    |
| 2008/09 | CO Les Ulis             | Francja | Division Honneur | 30    | 6    |
| 2009/10 | Sainte-Geneviève Sports | Francja | CFA 2 G          | 29    | 2    |
| 2010/11 | Southend United         | Anglia  | League Two       | 23    | 5    |
| 2011/12 | Southend United         | Anglia  | League Two       | 33    | 13   |
| 2012/13 | Ipswich Town            | Anglia  | Championship     | 5     | 0    |
| 2012/13 | Southend United         | Anglia  | League Two       | 8     | 0    |
| 2013/14 | Rangers                 | Szkocja | League One       | 28    | 10   |
| 2014/15 | Rangers                 | Szkocja | Championship     | 15    | 1    |
| 2015/16 | Angers SCO              | Francja | Ligue 1          |       |      |

## Kariera reprezentacyjna
W reprezentacji Tunezji Mohsni zadebiutował 28 maja 2014 w wygranym 1:0 towarzyskim meczu z Koreą Południową, rozegranym w Seulu. W 2015 roku został powołany do kadry na Puchar Narodów Afryki 2015. Był na nim rezerwowym i nie wystąpił w żadnym meczu.